# Rafael Martínez Valls
Rafael Martínez Valls (Onteniente, 12 de octubre de 1895 - Barcelona, 26 de diciembre de 1946) fue un compositor español, dedicado fundamentalmente a la zarzuela, que hizo carrera principalmente en Barcelona. Es autor de las dos zarzuelas en catalán más representadas: Cançó d'amor i de guerra (1926) y La Legió d'Honor (1930).

## Biografía
Su padre era sochantre de la iglesia de Santa María de Onteniente. Su primer interés fue la medicina, estudios que abandonó para dedicarse a la música. En Valencia dirigió la Banda Provincial de Música durante 3 años y también actuó como pianista en el café «Moderno». En 1915 se trasladó a Madrid, donde trabajó como maestro concertador y organista del Teatro Real por recomendación de Emilio Serrano.
En 1917 se trasladó a Barcelona, donde ocupó el puesto de maestro de capilla y organista de la iglesia de San José Oriol durante los primeros siete años de estancia en Barcelona. Poco después, estrenó su primera obra teatral titulada "La Mosquetera" en el Teatro Tívoli consiguiendo un gran éxito. También dirigió la sala «Aeolian» del paseo de Gracia.
Compuso zarzuelas y música religiosa, y también algunas obras para orquesta y para banda de música. Los principales éxitos los obtuvo en Barcelona, con contribuciones importantes al teatro lírico en catalán, entre las cuales hay que destacar Canción de amor y de guerra, del año 1926, estrenada en el Teatro Nuevo el 16 de abril de 1926. El éxito de esta obra fue tan clamoroso que hizo representaciones a la vez en los teatros Tívoli, Bosque, Pompeya y Olimpia, para luego volver al Teatro Nuevo y hacer una gira por toda Cataluña. 
Rafael Martínez Valls es el autor de 3 himnos para la ciudad de Onteniente, el himno actual oficial de la ciudad "Himno a Onteniente", el himno para las fiestas patronales del Cristo de la Agonía de los Moros y Cristianos y otro para las fiestas patronales de la Purísima Concepción.
Murió en Barcelona en diciembre de 1946 a los 50 años de edad. Onteniente honra su memoria con la dedicación de una calle y de un colegio público. La parte más importante del fondo de Rafael Martínez Valls se conserva en la Biblioteca de Cataluña y otra en el archivo de la Societat Unió Artística Musical Ontinyent.

## Obra
Lista no exhaustiva

### Para banda de música
- 1921 Clemència
- Suite Española
- Serenata Española
- 1917 Paso a la Cábila (Marcha árabe)[4]
- 1917 El canto del marino (Pasodoble)
- 1918 Sol de la noche (Marcha árabe)
- La bandera (Pasodoble)
- Los Marruecos (Pasodoble)

### Zarzuela
- 1925 La Mosquetera - Zarzuela en 3 actos. Libreto: Gastó A. Màntua. Estrenada en el Teatro Tívoli de Barcelona el 28 de octubre de 1925
- 1925 Así canta mi amor - Zarzuela en 1 acto. Libreto: Gastó A. Mantua. Estrenada en el Teatro Tívoli de Barcelona, el 5 de diciembre de 1925, interpretada por Emili Vendrell (tenor) y Felisa Herrero (soprano).
- 1926 Els soldats de l'Ideal o Cançó d'amor i de guerra - Obra lírica en 2 actos, el segundo dividido en 2 cuadros. Libreto: Lluís Capdevila Villalonga y Víctor Mora Alzinelles. Estrenada en el Teatro Nuevo de Barcelona el 16 de abril de 1926
- 1926 El perdón del rey - Zarzuela en 2 actos. Libreto: Ángel Torres del Álamo y Antonio Asenjo Pérez. Estrenada en el Teatro Eldorado de Barcelona el 10 de octubre de 1926
- 1927 Charivarí - Revista - Libreto: Josep Maria de Sagarra y de Castellarnau. Estreno en Barcelona el 7 de septiembre de 1927
- 1928 Cocktails del Nuevo - Revista en 2 actos. Libreto: Josep Maria de Sagarra y de Castellarnau y Joaquim Montero Delgado. Estrenada al Teatro Nuevo de Barcelona el 9 de marzo de 1928
- 1928 Color - Revista en 2 actos. Libreto: Josep Maria de Sagarra y de Castellarnau. Estrenada en el Teatro Nuevo el 31 de mayo de 1928
- 1928 La ventera de Ansó - Zarzuela en 2 actos. Música en colaboración con Pasqual Godes Terrats, Libreto: Alfonso Vidal Planas y Antonio Ballesteros de Martos. Estrenada en el Teatro Apolo el 14 de diciembre de 1928
- 1929 Els tres tambors - Fábula en 3 actos, divididos en 11 cuadros y 1 apoteosis. Libreto: Jordi Canigó. Estrenada al Teatro Romea de Barcelona el 31 de enero de 1929
- 1930 La Legió d'Honor - Obra lírica en 2 actos. Libreto: Víctor Mora Alzinelles. Estrenada en el Teatro Nuevo de Barcelona el 26 de febrero de 1930
- 1930 Els pastorets a Betlem o les figures del Pessebre - Espectáculo en 5 actos, dividido en 18 cuadros. Libreto: Jordi Canigó
- 1931 Les aventures d'en Titelleta - Aleluya-vida verdadera de un títere que no lo era en 3 actos, dividida en 12 cuadros. Libreto: Jordi Canigó. Estrenada en el Teatro Romea de Barcelona el 15 de octubre de 1931
- 1931 La Duquesita - Zarzuela en dos actas - Libreto: Luis Calvo López y J. A. Prada. Estrenada en el Teatro Nuevo el 1931
- 1932 L'Àliga roja - Zarzuela en 2 actos. Libreto: Víctor Mora Alzinelles. Estrenada en el Teatro Apolo de Barcelona el 12 de abril de 1932
- 1932 La volta al món en patinet - Fantasía de muñecas en 3 actos, divididos en 11 cuadros. Libreto: Jordi Canigó. Estrenada al Teatro Romea de Barcelona el 13 de octubre de 1932
- 1933 El general Bum-Bum - Espectáculo en 3 actos. Libreto: Jordi Canigó. Estrenado en el Teatro Romea de Barcelona el 5 de octubre de 1933
- 1934 Quimet I, rei de Xauxa - Espectáculo en 3 actos, divididos en 14 cuadros. Libreto: Jordi Canigó. Estrenado en el Teatro Romea el 8 de noviembre de 1934
- 1935 Una mujer y un cantar - Revista en 3 actos. Música en colaboración con Isidre Roselló Vilella. Libreto: Gastó A. Mantua. Estrenada en el Teatro Victoria (Barcelona) el 1 de febrero de 1935
- 1935 Fray Jerónimo - Zarzuela en 3 actos. Música en colaboración con Isidre Roselló y Vilella. Libreto: Víctor Mora y Alzinelles. Estrenada al Teatro Nuevo de Barcelona el 16 de febrero de 1935
- 1936 Tarzan de les mones - Espectáculo en 3 actos, divididos en 9 cuadros. Libreto: Jordi Canigó. Estrenado en el Gran Teatro Español de Barcelona el 23 de enero de 1936
- 1936 Boris d'Eukàlia - Opereta en 2 actos. Libreto: Artur Suárez y Jordi Campeny. Estrenada en el Teatro Nuevo de Barcelona el 8 de diciembre de 1936
- 1937 Soy una mujer fatal - Revista en 2 actos. Libreto: Leandro Luis Blanco Curieses y Alfonso Lapena Casañas. Estrenada en el Principal-Palace de Barcelona el mes de julio de 1937. Posteriormente, apenas acabada la Guerra Civil Española, se reestrenó en el Teatro Tívoli de Barcelona el 19 de diciembre de 1939
- 1941 Rosaleda - Zarzuela en 2 actos. Libreto: Luis Fernández de Sevilla. Estrenada en el Teatro Tívoli de Barcelona el 30 de enero de 1941

### Música Religiosa
- Ave María, para voz y órgano.
- Salvo, a tres voces.
- Credidi.
- Dos colecciones de Dolors a la Virgen María.
- Gozos a San Carlos Borromeo, para coro y órgano.
- Gozos al Santísimo Cristo de la Agonía.
- Misa In te Domino speravit.
- Misa Mater Purísima, para tres voces, órgano y orquesta
- Misa Te fons salutis..
- Responsorios de Maitines de Inmaculada.
- Tota Pulchra, para tres voces y órgano.
- Trisagis.

### Coro
- 1929 Himne a Barcelona
- Himne a Ontinyent

### Bandas sonoras cinematográficas
- La tonta del bote
- Un marido barato

### Para piano
- Mehlin: foxtrot (bajo el seudónimo R. Walsmay que, según la Biblioteca de Cataluña, podría haber sido utilizado por Rafael Martínez Valls. Fue publicado en un rollo de pianola por la casa Victoria (fábrica)).[5]

## Discografía
- La sarsuela catalana: les nostres veus retrobades, vol. 17, Cançó d'amor i de guerra amb Tana Lluró, Emilio Vendrell, Pablo Gorgé, Josep Llimona, Albert Cosin, reedición en CD de 2000 del disc histórico de Aria Recordings.[6]